# Roger Waters
Pour les articles homonymes, voir Waters.
Roger Waters /ˈɹɒd͡ʒə ˈwɔːtəz/, est un auteur-compositeur-interprète britannique né le 6 septembre 1943 à Great Bookham (Surrey). En 1965, il est un des fondateurs du groupe de rock Pink Floyd, dont il n'est au départ que le bassiste (et parfois chanteur), mais en devient après le départ du chanteur principal et compositeur Syd Barrett, en 1968, le parolier et l'un des chanteurs avec David Gilmour et Richard Wright, ainsi que le leader conceptuel du groupe.
Pink Floyd connaît alors un immense succès international avec les albums-concepts The Dark Side of the Moon (1973), Wish You Were Here (1975), Animals (1977) et The Wall (1979). Au début des années 1980, le groupe est l'un des plus loués par la critique et des plus prospères de la musique populaire — en 2013, Pink Floyd a vendu plus de 250 millions d'albums dans le monde. Mais en raison de divergences créatives, Waters quitte le groupe en 1985 et entame un long conflit juridique quant à l'utilisation du nom et des chansons du groupe. Les membres se mettent finalement d'accord à l'amiable en 1987.
L'œuvre solo de Waters comprend les albums studio The Pros and Cons of Hitch Hiking (1984), Radio K.A.O.S. (1987), Amused to Death (1992) et Is This the Life We Really Want? (2017). En 2005, il crée Ça ira, un opéra traduit du livret d'Étienne et Nadine Roda-Gil sur la Révolution française.
En 1990, Roger Waters organise l'un des plus grands concerts rock de l'histoire, The Wall Live in Berlin, qui attire 450 000 spectateurs. En tant que membre de Pink Floyd, il est intronisé au Rock and Roll Hall of Fame des États-Unis en 1996 et au Music Hall of Fame du Royaume-Uni en 2005. Plus tard dans l'année, il se réunit avec ses collègues de Pink Floyd David Gilmour, Nick Mason et Richard Wright, à l'occasion de l'événement de sensibilisation mondiale Live 8, la première apparition du groupe avec Waters depuis 1981. Effectuant de nombreuses tournées en solo depuis 1999, il interprète l'album The Dark Side of the Moon dans son intégralité lors de sa tournée mondiale de 2006-2008. Sa tournée The Wall Live de 2010-2013 est, à l'époque, la tournée la plus rentable de l'histoire pour un artiste solo.

## Biographie

### Jeunesse
George Roger Waters naît le 6 septembre 1943 à Great Bookham, dans le Surrey, deuxième fils de Mary, née Whyte (1913-2009), et Eric Fletcher Waters (1914-1944). Il a un grand frère. Son père, fils d'un mineur de charbon militant du Parti travailliste, est instituteur, chrétien fervent et membre du Parti communiste de Grande-Bretagne.
Au début de la Seconde Guerre mondiale, le père de Waters est un objecteur de conscience et il conduit une ambulance pendant le Blitz. Il change ensuite d'avis sur le pacifisme et rejoint l'armée de réserve. Le 11 septembre 1943, il est engagé dans le 8e bataillon des Royal Fusiliers en tant que sous-lieutenant. Il est tué le 18 février 1944, à Aprilia, pendant la bataille d'Anzio, alors que Roger Waters a cinq mois. Après la mort de son mari, Mary Waters, également enseignante, déménage avec ses deux fils à Cambridge, où ces derniers grandissent.
Waters fréquente la Morley Memorial Junior School de Cambridge, puis la Cambridgeshire High School for Boys avec Syd Barrett. À 15 ans, Waters est président de la campagne pour le désarmement nucléaire de Cambridge Youth, ayant conçu son affiche publicitaire et participé à son organisation. Sportif passionné, Waters est un membre très apprécié des équipes de cricket et de rugby de son école. Waters est cependant malheureux à l'école, ayant plus tard déclaré : « J'en détestais chaque seconde, à part les jeux. Le régime scolaire était très oppressif… les mêmes enfants qui sont susceptibles d'être intimidés par d'autres enfants sont également susceptibles d'être intimidés par les professeurs »,.
Waters rencontre les autres membres fondateurs de Pink Floyd, Nick Mason et Richard Wright, à Londres, à l'école d'architecture Regent Street Polytechnic. Waters s'y inscrit en 1962, après avoir passé une série de tests d'aptitude indiquant que ce domaine lui conviendrait, et bien qu'il envisage initialement une carrière dans l'ingénierie mécanique.

### Avec Pink Floyd

#### Formation et période Barrett

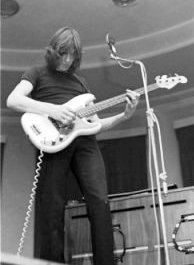
Waters jouant avec Pink Floyd à l'université de Leeds en 1970.

En septembre 1963, Waters et Nick Mason se désintéressent de leurs études et emménagent dans un appartement de Stanhope Gardens appartenant à Mike Leonard, un tuteur à temps partiel à la Regent Street Polytechnic. Waters, Mason et Richard Wright commencent à jouer de la musique ensemble à la fin de 1963, dans un groupe formé par le chanteur Keith Noble et le bassiste Clive Metcalfe. Ils se font alors appeler « Sigma 6 », mais utilisent également le nom « The Meggadeaths ». Waters joue alors de la guitare rythmique. Les premières années, le groupe se produit lors de réceptions privées et répète dans un salon de thé au sous-sol du Regent Street Polytechnic.
Le groupe change de nom et devient « The Abdabs », ou « Screaming Abdabs », en janvier 1964. Lorsque Metcalfe et Noble quittent le groupe pour en former un autre, les membres restants demandent à Syd Barrett et au guitariste Bob Klose de les rejoindre et Waters passe à la basse. À la fin de l'année 1964, le groupe utilise les noms de « Leonard's Lodgers », « Spectrum Five » et, finalement, « Tea Set ». À la fin de l'année 1965, Tea Set change de nom et devient « Pink Floyd Sound », puis « Pink Floyd Blues Band » et, au début de 1966, « Pink Floyd ».
À cette période, Barrett est le leader, le guitariste et l'auteur-compositeur de Pink Floyd. Il écrit ou coécrit tous les titres, sauf un, de leur premier album The Piper at the Gates of Dawn, sorti en août 1967. Waters contribue à l'album avec son premier titre écrit seul, Take Up Thy Stethoscope and Walk. À la fin de l'année 1967, la détérioration de la santé mentale de Barrett et son comportement de plus en plus erratique le rendent « incapable ou peu désireux » de continuer en tant que chanteur-compositeur et guitariste principal de Pink Floyd. Au début du mois de mars 1968, Barrett, Mason, Waters et Wright rencontrent leurs managers Peter Jenner et Andrew King pour discuter de l'avenir du groupe. Barrett accepte de quitter Pink Floyd et le groupe cède les droits de ses activités passées à Blackhill Enterprises, une société de gestion créée par les membres de Pink Floyd. En avril 1968, leur nouveau manager Steve O'Rourke fait l'annonce officielle du départ de Barrett et de l'arrivée de David Gilmour.

#### Période dirigée par Waters

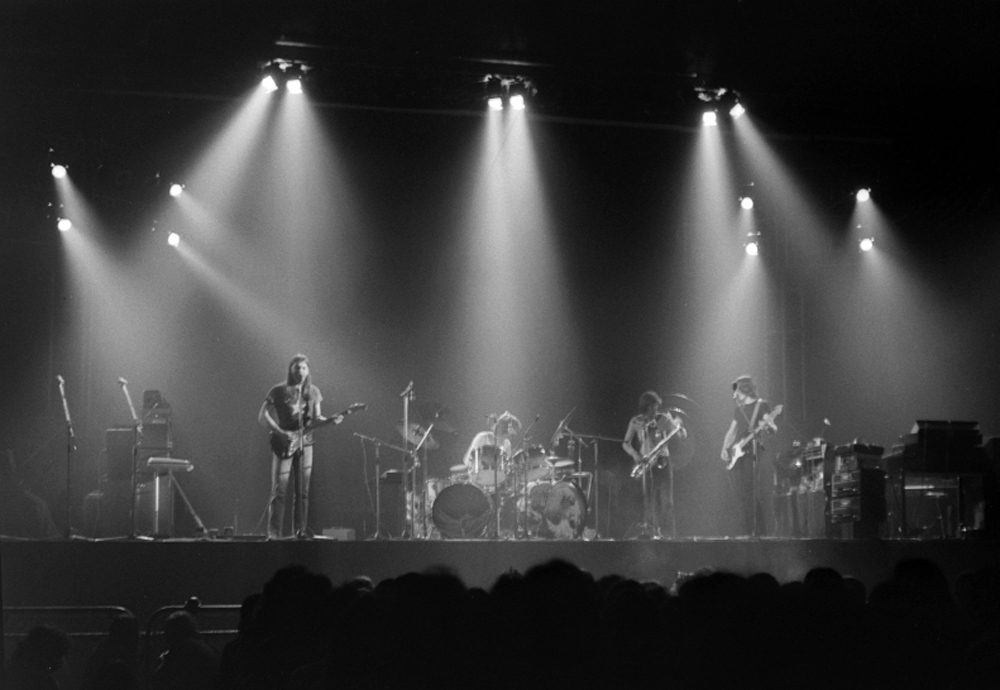
Une représentation en concert de The Dark Side of the Moon au Earls Court Exhibition Centre, peu après sa sortie en 1973 : (de gauche à droite) David Gilmour, Nick Mason, Dick Parry et Roger Waters.

Après le départ de Barrett en mars 1968, Waters commence à définir la direction artistique de Pink Floyd. Il déclare vouloir « ramener [Pink Floyd], à coups de pieds et de cris, des frontières de l'espace, de la fantaisie de Syd, à mes préoccupations, qui étaient beaucoup plus politiques et philosophiques ». Waters devient un auteur-compositeur dominant et le principal parolier du groupe, partageant le chant principal avec Gilmour et parfois Wright. À la fin des années 1970, il est la figure créative dominante du groupe jusqu'à son départ en 1985. Il écrit la plupart des paroles des cinq albums concepts de Pink Floyd précédant son départ, de The Dark Side of the Moon (1973) à The Final Cut (1983), tout en exerçant un contrôle créatif de plus en plus important.
Avec des paroles entièrement écrites par Waters, The Dark Side of the Moon est l'un des albums rock les plus réussis de tous les temps. Il passe 736 semaines consécutives dans le classement du Billboard 200 — jusqu'en juillet 1988 — et s'est vendu à plus de 40 millions d'exemplaires dans le monde. En 2005, il continue à se vendre à plus de 8 000 exemplaires par semaine. The Dark Side of the Moon est le deuxième album le plus vendu au monde et le 21e aux États-Unis. En 1970, Waters compose Music from The Body en collaboration avec Ron Geesin, un album de bande sonore pour le film documentaire The Body de Roy Battersby.
Le coût de la guerre et la perte de son père sont des thèmes récurrents de ses compositions pour Pink Floyd, de Corporal Clegg (A Saucerful of Secrets, 1968) et Free Four (Obscured by Clouds, 1972) à Us and Them de The Dark Side of the Moon, When the Tigers Broke Free, utilisée pour la première fois dans le long métrage The Wall (1982), puis incluse avec The Fletcher Memorial Home sur The Final Cut, un album dédié à son père. Le thème et la composition de The Wall sont également influencés par son éducation dans une société anglaise en manque d'hommes, après la Seconde Guerre mondiale.
Le double album The Wall est écrit presque entièrement par Waters et est largement basé sur l'histoire de sa vie. Ayant vendu plus de 23 millions d'unités certifiées par la RIAA aux États-Unis en 2013, il est à égalité avec le sixième album le plus certifié de tous les temps aux États-Unis. La tournée The Wall voit la dernière apparition de Roger Waters en concert avec Pink Floyd — jusqu'à la brève réunion du groupe au concert Live 8 du 2 juillet 2005 à Hyde Park —, lors de la dernière date de la tournée le 17 juin 1981 à Earls Court.
En mars 1983 sort le dernier album de Pink Floyd avec Waters, The Final Cut. Il est sous-titré : « Un requiem pour le rêve d'après-guerre par Roger Waters, interprété par Pink Floyd »,. Waters écrit toutes les paroles et la musique de l'album. Ses paroles sont critiques envers le gouvernement du Parti conservateur de l'époque et mentionnent la Première ministre Margaret Thatcher. À l'époque, Gilmour n'a pas de nouvelles chansons. Il demande donc à Waters de retarder l'enregistrement jusqu'à ce qu'il puisse écrire quelques titres, mais Waters refuse. Selon Mason, à la suite de luttes de pouvoir au sein du groupe et de débats créatifs au sujet de l'album, le nom de Gilmour « disparaît » des crédits de production, bien qu'il ait conservé son salaire. Dans sa critique pour le magazine Rolling Stone, Kurt Loder donne cinq étoiles à l'album, le décrivant comme « une réalisation superlative » et « le chef-d'œuvre de l'art rock »,, mais le considérant comme « essentiellement un album solo de Roger Waters »,.

#### Départ et procès
En raison de divergences créatives, Waters quitte Pink Floyd en 1985 et entame une bataille juridique avec le groupe concernant l'utilisation de son nom et de ses compositions. En décembre 1985, Waters publie une déclaration à EMI et CBS invoquant la clause de « départ du membre » de son contrat. En octobre 1986, il entame une procédure devant la Haute Cour de justice pour dissoudre officiellement Pink Floyd. Dans sa présentation à la Haute Cour, il qualifie le groupe de « force épuisée sur le plan créatif »,. Gilmour et Mason s'opposent cependant à la demande et annoncent leur intention de continuer sous le nom de Pink Floyd. Waters affirme alors avoir été contraint de démissionner comme Barrett l'avait été des années plus tôt, et décide de quitter Pink Floyd, déclarant : « Si je ne l'avais pas fait, les répercussions financières m'auraient complètement anéanti »,.
En décembre 1987, Waters et Pink Floyd parviennent à un accord. Waters est libéré de son obligation contractuelle avec O'Rourke, et il conserve les droits d'auteur du concept de The Wall et du cochon gonflable d’Animals. Pink Floyd sort trois albums studio sans lui : A Momentary Lapse of Reason (1987), The Division Bell (1994) et The Endless River (2014). En 2005, Waters déclare que le groupe traversait « une période mauvaise et négative » lorsqu'il est parti puis, en 2013, il déclare qu'il regrettait le procès et qu'il n'avait alors pas compris que le nom « Pink Floyd » avait une valeur commerciale indépendante des membres du groupe.

### En solo
Entre-temps paraît son premier album solo, The Pros and Cons of Hitch Hiking (1984), une étrange plongée dans les rêves d'un homme en proie à la crise de la quarantaine. Ce projet, conçu au même moment que The Wall, avait été proposé aux autres membres de Pink Floyd qui le rejetèrent, le trouvant trop personnel. L'album est enregistré avec de prestigieux invités, notamment Eric Clapton à la guitare et David Sanborn au saxophone. L'album ne se vend pas à hauteur des espoirs de Waters, en dépit (ou peut être à cause) du scandale provoqué par sa pochette, qui représente une femme nue, vue de dos, faisant de l'auto-stop. La tournée qui s'ensuit connaît un succès modéré, mais insuffisant pour la rentabiliser : Waters aurait perdu près de 700 000 dollars à cette occasion.
Après avoir participé à la bande originale du film When the Wind Blows (1986), Roger Waters sort son deuxième album, Radio K.A.O.S., en 1987. Il s'agit à nouveau d'un album-concept, centré sur un jeune handicapé nommé Billy qui entend des ondes radio dans sa tête. L'album, comme la tournée de promotion, sont totalement éclipsés par le retour de Pink Floyd, qui sort l'album A Momentary Lapse of Reason et entame une tournée mondiale la même année.
Le 21 juillet 1990, après la chute du mur de Berlin, Roger Waters donne The Wall en concert sur la Potsdamer Platz, devant 300 000 personnes, avec de nombreux autres artistes dont Joni Mitchell, James Galway, Albert Finney. Scorpions, Sinéad O'Connor, Van Morrison, Cyndi Lauper et Marianne Faithfull. Il s'agit du deuxième plus gros concert jamais donné en Europe après celui de Jean Michel Jarre à La Défense, le 14 juillet de la même année, qui totalisa 1 million de spectateurs.
En 1992 sort son troisième album solo, celui que la critique considère comme le plus abouti : Amused to Death. Waters y décrit l'influence pernicieuse de la télévision sur les populations, avec la participation, entre autres, de Jeff Beck à la guitare. Le single What God Wants, Pt. 1 atteint la quatrième place du classement américain Mainstream Rock Tracks. L'album n'est pas soutenu par une tournée de promotion : il faut attendre 1999 pour voir à nouveau Waters monter sur scène. La tournée In the Flesh dure trois ans et donne lieu à un album et un film, tous deux baptisés In the Flesh: Live.
À l'occasion du Live 8, le 2 juillet 2005 à Londres au Hyde Park, Roger Waters réintègre Pink Floyd pour un soir, aux côtés de David Gilmour, Nick Mason et Richard Wright. Gilmour et lui font cependant clairement savoir qu'il ne s'agit que d'un événement ponctuel et qu'ils n'ont aucune intention de collaborer à nouveau pour un nouvel album ou une nouvelle tournée de Pink Floyd. La même année, Waters publie un opéra en trois actes, Ça Ira, qui retrace la Révolution française sur un livret d'Étienne Roda-Gil.

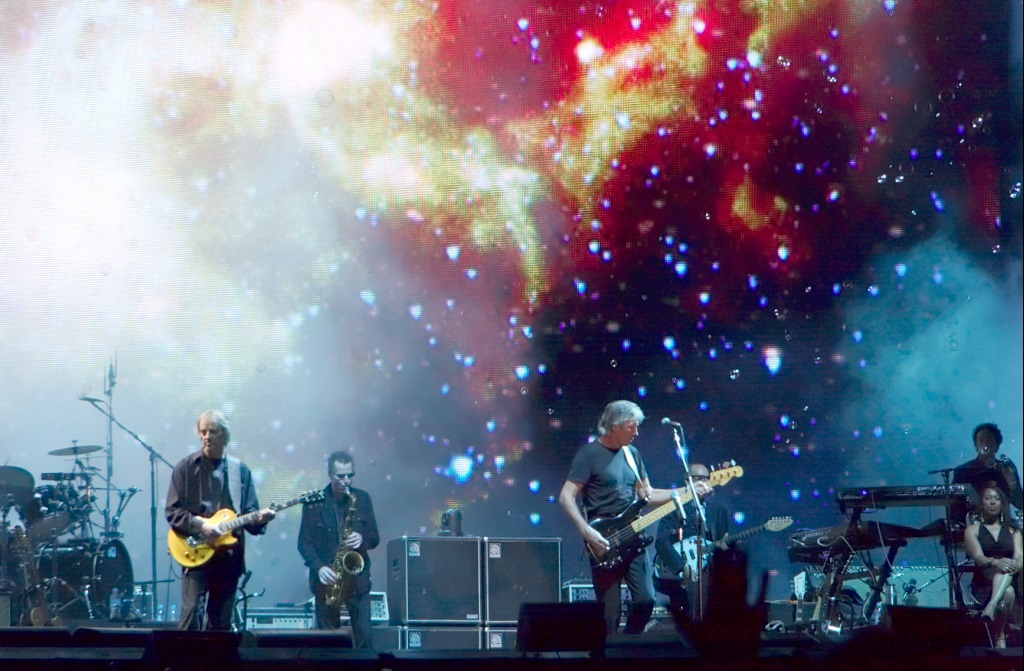
Roger Waters en 2007 à Perth (Australie)

En avril 2006, à la suite d'une lettre ouverte du mouvement BDS, Roger Waters déplace son concert prévu à Tel Aviv pour protester contre la barrière de séparation israélienne.
Roger Waters entame le 2 juin 2006 une tournée européenne de vingt-deux concerts durant lesquelles il réinterprète l'intégralité de l'album The Dark Side of the Moon. Il est rejoint par le batteur Nick Mason pour quelques dates, comme pour le 14 juillet 2006 à l'occasion du Grand Prix de France de Formule 1 sur le Circuit de Nevers Magny-Cours. La tournée se poursuit en Amérique du Nord à partir du 6 septembre, en Australie à partir du 25 janvier 2007 et en Amérique du Sud à partir du 2 mars avant de retrouver l'Europe le 11 avril. Elle s'achève le 14 juillet 2007 à Toronto. Cette tournée mondiale se caractérise par sa logistique conséquente, avec des décors de scène conçus par Mark Fisher où figure en bonne place le cochon gonflable de la pochette d’Animals. En 2008, Waters donne quatre concerts aux États-Unis fin avril et début mai, puis sept concerts en Europe au mois de mai, toujours dans le cadre du The Dark Side of the Moon Tour.
En 2010, Roger Waters annonce sa dernière tournée mondiale avant sa retraite : The Wall Live. C'est la première fois depuis 1980 que l'album est interprété dans son intégralité sur scène. La tournée traverse l'Europe, l'Amérique du Nord, l'Amérique du Sud et l’Australie avant de s'achever au Stade de France le 21 septembre 2013. Il s'agit d'une des tournées les plus lucratives de l'histoire, avec des revenus brut estimés à 459 millions de dollars. Le concert du 21 juillet 2012, donné sur les Plaines d'Abraham à Québec, donne lieu au plus grand mur érigé pour The Wall depuis le concert de Berlin en 1990 : il est long de plus de 222 mètres.
Le 18 février 2014 Roger Waters se rend à Anzio pour recevoir la citoyenneté honoraire et découvrir la stèle dédiée à son père, le lieutenant Eric Fletcher Waters, mort soixante-dix ans plus tôt, jour pour jour, lors du débarquement des alliés à Anzio. Son quatrième album solo, Is This the Life We Really Want?, est sorti le 2 juin 2017. Il en suivra une tournée mondiale intitulée Us + Them avec plus de 150 dates dont quatre en France (le 9 mai 2018 à Lyon, à la salle U Arena de Nanterre près de Paris les 8 et 9 juin et à Lille le 16 juin). Il profite de cette tournée lucrative pour remettre au goût du jour ses chansons et s'insurger contre l'oppression des peuples par les politiciens. Il suggère une résistance contre la guerre et les murs qui se dressent de plus en plus dans ce monde.
En 2023, Roger Waters annonce la sortie d'un album-hommage intitulé The Dark Side of the Moon Redux, une réinterprétation personnelle de l'ancien succès de son groupe qui est diversement critiquée,,,,.

## Vie privée
En 1969, Waters a épousé son amie d'enfance Judith Trim, institutrice et potière. Elle figurait sur la pochette intérieure de la sortie originale de l'album Ummagumma de Pink Floyd, mais retirée des rééditions sur CD. Ils n'ont pas eu d'enfants et ont divorcé en 1975. Elle est morte en 2001.
En 1976, Waters a épousé Carolyne Christie, la nièce du troisième marquis de Zetland. Ils ont eu un fils, Harry Waters, un musicien qui joue des claviers avec le groupe de tournée de son père depuis 2002, et une fille, India Waters, qui a travaillé comme mannequin. Ils ont divorcé en 1992.
En 1993, Waters a épousé Priscilla Phillips. Ils ont eu un fils, Jack Fletcher. Leur mariage a pris fin en 2001.
En 2004, Waters s'est fiancé à l'actrice et cinéaste Laurie Durning, ils se sont mariés le 14 janvier 2012 et ont demandé le divorce en septembre 2015. 
En 2016, il est en couple avec la journaliste israélienne Rula Jebreal,.
Waters a ensuite épousé son ancienne chauffeure, Kamilah Chavis, en octobre 2021.
Waters possède des demeures dans le Hampshire (Grande-Bretagne) et à Bridgehampton (Long Island aux États-Unis). Il est athée.

## Prises de position et polémiques

### Conflit israélo-palestinien et accusations d'antisémitisme

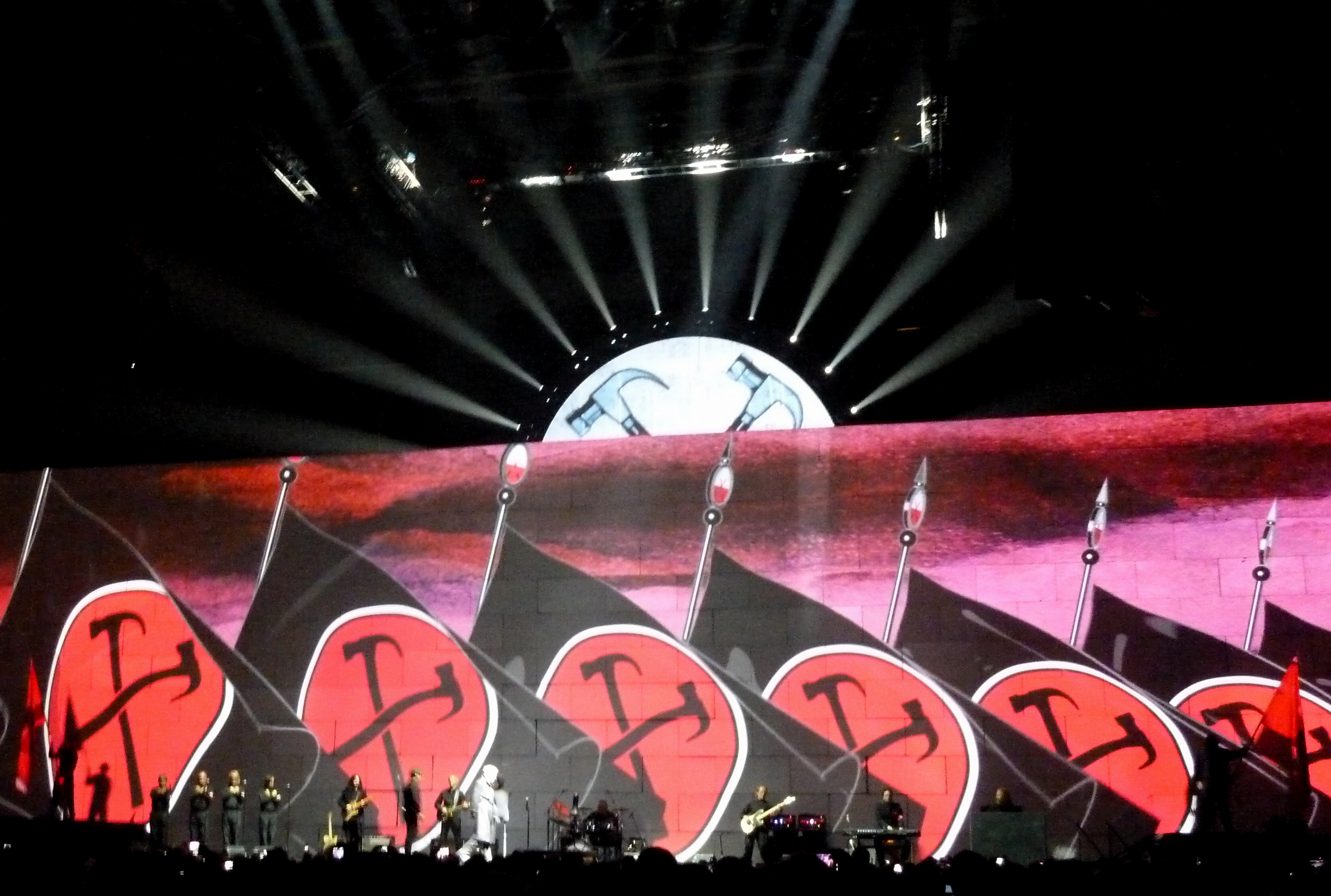
Logo issu du film The Wall, exposé par Waters lors de ses concerts (2010).

Waters visite pour la première fois la barrière de séparation israélienne en Cisjordanie en 2006, alors qu'il a prévu un concert à Tel Aviv. Durant sa visite, il inscrit les mots « No Thought Control » sur la barrière et la compare au mur de Berlin,. Â la suite d'une campagne de boycott, il déplace son concert à Neve Shalom, un village fondé entre Jérusalem et Tel Aviv par des militants de la paix juifs et arabes. En réaction aux commentaires de la Palestine Solidarity Campaign qui demande l'annulation totale du concert, Waters déclare : « J'ai beaucoup de fans en Israël, dont beaucoup sont des refuzniks. Je n'exclurais pas d'aller en Israël parce que je désapprouve la politique étrangère, pas plus que je ne refuserais de jouer au Royaume-Uni parce que je désapprouve la politique étrangère de Tony Blair,. » Durant le concert, pendant Another Brick in the Wall, il appelle le public à être la génération qui abattra la barrière.
Waters soutient le mouvement Boycott, désinvestissement et sanctions (BDS) contre Israël depuis 2013,. Citant comme exemple l'opposition internationale à l'apartheid, il invite d'autres artistes à le rejoindre dans son boycott,. Waters essaie également de contacter certains artistes désirant se produire en Israël comme Bon Jovi, Neil Young, Alan Parsons ou les Rolling Stones pour leur demander d'annuler leurs concerts. Lors d'une interview avec le magazine CounterPunch en 2013, il qualifie le pays de « régime brutal et oppressif » et le compare au Troisième Reich en déclarant qu'il « n'aurai[t] pas non plus joué à Berlin pendant la Seconde Guerre mondiale »,. En 2018, Waters se présente à Roland-Garros avec un keffieh pour affirmer son soutien à la Palestine. En 2023, il affirme dans le Berliner Zeitung que « les Israéliens commettent un génocide, tout comme la Grande-Bretagne l'a fait pendant notre période coloniale » et dans Rolling Stone qu'Israël est un « projet suprémaciste et colonialiste qui exploite un système d'apartheid ».
En 2013, Roger Waters se fait remarquer par l'utilisation en concert d'un cochon volant sur lequel figure notamment une étoile de David. Selon le rabbin Abraham Cooper du centre Simon-Wiesenthal de Los Angeles, cette représentation rappelle le « porc avec un habit de Juif […] un classique antisémite de la caricature médiévale » qu'il juge comme étant une « exposition grotesque de la haine des juifs ». Waters s'est défendu de ces accusations en précisant que le cochon arbore également « le crucifix, le croissant et l'étoile, le marteau et la faucille, le logo Shell Oil et le sigle McDonald's, un sigle dollar et un sigle Mercedes » et que « l'étoile de David symbolise Israël et sa politique ».
Waters est le narrateur dans le documentaire de 2016 The Occupation of the American Mind sur les prétendues méthodes utilisées par Israël pour façonner l'opinion publique américaine. En 2020, il accuse le milliardaire juif Sheldon Adelson de conspiration pour la domination du monde parlant de lui comme d'un « marionnettiste qui tire les ficelles de Donald Trump, de Mike Pompeo, et de [l'ambassadeur des États-Unis en Israël] » afin de « prend[re] toute la Palestine historique et le Royaume de Jordanie […] et le donner seulement au peuple élu [pour former le Grand Israël] »,.
Les sorties de Waters au sujet d'Israël lui ont fait perdre certains sponsors de tournée, comme American Express en 2017 et la Ligue de Baseball américaine en 2020,. Elles lui ont également valu d'être qualifié d'antisémite, notamment par l'Anti-Defamation League, les responsables du Florida Holocaust Museum, la journaliste Polly Samson — épouse de David Gilmour — et le conseil municipal de Francfort-sur-le-Main,. Plusieurs villes allemandes ont également menacé d'annuler ses concerts à la suite d'accusations d'antisémitisme de la part notamment du Conseil central des Juifs en Allemagne. Waters s'est défendu à plusieurs reprises de ces accusations, indiquant que « dire qu'Israël n'a pas le droit d'exister en tant qu'État d'apartheid […] n'est pas antisémite » et signalant qu'il décriait les méthodes utilisées par Israël et non le judaïsme.
En février 2023, la municipalité de Francfort annule un concert de Waters programmé dans un lieu qui « avait servi de prison à 3 000 Juifs à la suite de la nuit de Cristal, en 1938, avant d'être envoyés dans des camps de concentration », au motif que le musicien serait un des « antisémites les plus connus au monde », avec « son soutien au mouvement anti-israélien Boycott, Désinvestissement et Sanctions (BDS), l'imagerie antisémite de ses spectacles et ses entretiens avec les médias du groupe terroriste palestinien du Hamas » et à cause de ses pressions sur d'autres artistes,,,,.
Une enquête est ouverte à son encontre pour soupçon d'incitation à la haine à la suite d'un concert donné à Berlin le 17 mai 2023, concert durant lequel le chanteur est apparu entouré de gardes casqués, dans une tenue noire à brassards rouges, semblable à celle d'un officier nazi, en écho au personnage de Pink dans le film de 1982 Pink Floyd: The Wall, et mitraillant son public avec une arme factice,. Sur l'écran de la scène, des inscriptions en lettres rouges affichent les noms d'Anne Frank et de Shireen Abu Akleh. Pour l'ambassadeur à l'ONU Danny Danon, Waters est « un des plus grands détracteurs des Juifs de notre époque » qui « veut comparer Israël aux nazis » mais pour l'ex-Pink Floyd, il s'agit clairement d'« un message contre le fascisme, l’injustice et le sectarisme ». Waters remporte son procès en avril 2023 après que les magistrats de Francfort ont ordonné à une salle de la Festhalle — un ancien camp de détention pour Juifs après la nuit de Cristal — d’annuler son concert, l’accusant d’être « l’un des antisémites les plus connus au monde »,.
En septembre de la même année, un documentaire intitulé The Dark Side of Roger Waters, réalisé par le journaliste John Ware de la BBC et produit par la Campaign Against Antisemitism (CAA), tente de prouver le caractère antisémite de Roger Waters dès l'époque de Pink Floyd, en s'appuyant sur des témoignages de son entourage,. Son ancien guitariste David Gilmour fait à l'occasion la promotion discrète du documentaire. Pour Waters, il n'est qu'une « propagande peu convaincante et non apologétique qui mélange sans discernement des choses que j’aurais dites ou faites à différentes époques et dans différents contextes, dans le but de me dépeindre comme un antisémite, sans aucune base factuelle ». 
Le magazine américain Variety rapporte que pour avoir notamment tenu de multiples propos jugés antisémites après l’attaque du Hamas contre Israël du 7 octobre 2023, l’ex-Pink Floyd est abandonné en novembre de la même année par BMG (émanation de Sony depuis 2005), son éditeur et label musical qui met fin à son contrat. Waters aurait décrit cet événement comme « le résultat de la pression de l’Anti-Defamation League » (association américaine luttant contre l'antisémitisme) — ce qu'une source de BMG dément.

### Théorie de complot sur les Casques blancs

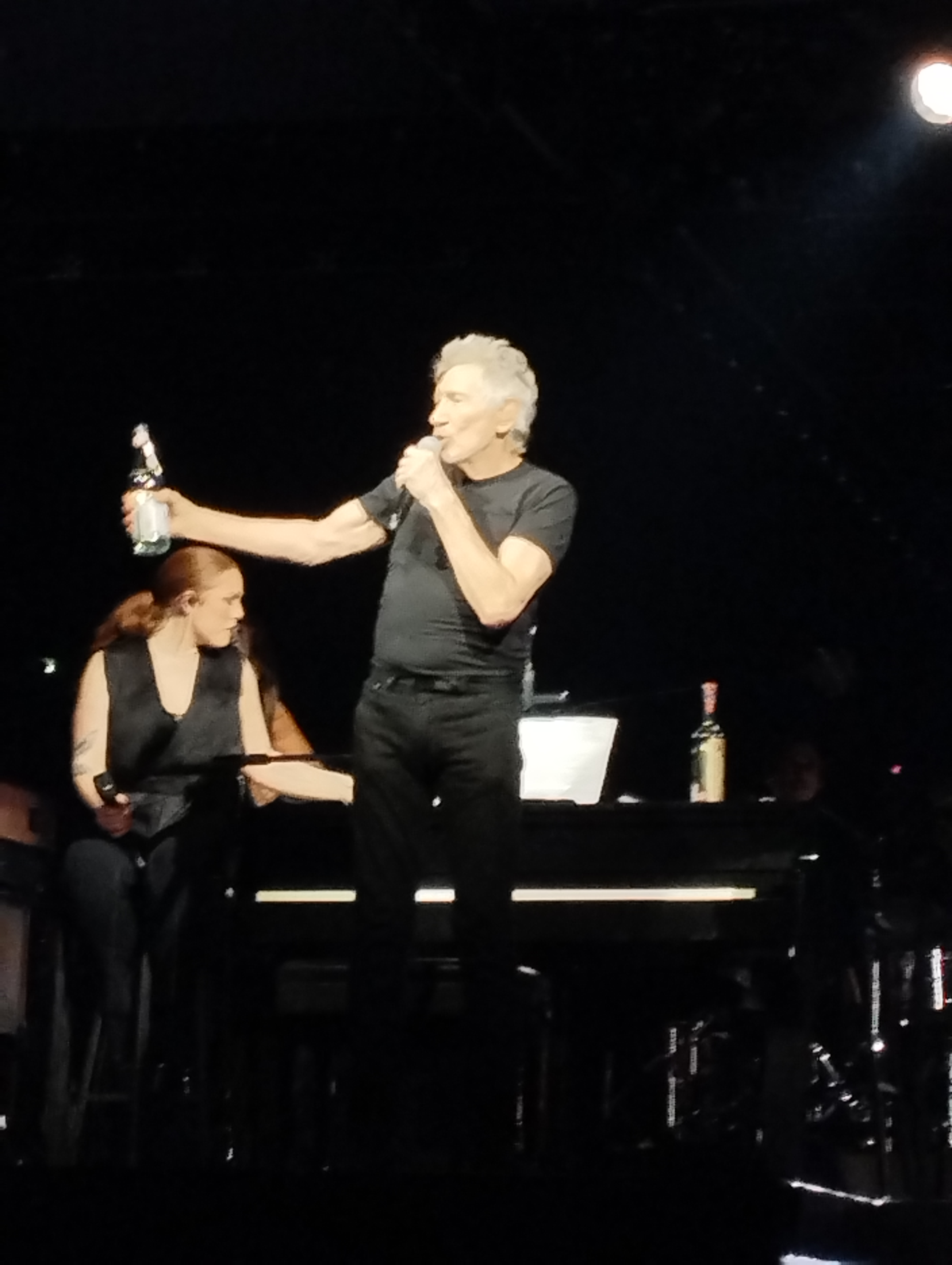
Roger Waters en concert au Palais omnisports de Paris-Bercy, le 3 mai 2023.

Le 12 avril 2018, lors d'un concert à Barcelone, Roger Waters s'en prend cette fois aux Casques blancs, une organisation humanitaire de protection civile créée pendant la guerre civile syrienne qu'il qualifie de « fausse organisation qui n’existe que pour faire de la propagande au bénéfice des djihadistes et des terroristes »,,. Il déclare : « Si nous écoutions la propagande des Casques blancs et autres, nous encouragerions nos gouvernements à larguer des bombes sur des gens en Syrie. ». Avant de conclure : « Ce serait une faute aux proportions monumentales pour nous en tant qu'êtres humains ».
Le 16 mai 2019, Roger Waters publie un message sur Facebook dans lequel il conteste la responsabilité du régime syrien dans l'attaque chimique de Douma et s'en prend à nouveau aux Casques blancs en déclarant que cette organisation humanitaire a « probablement assassiné trente-quatre femmes et enfants pour mettre en scène ce triste jour à Douma ». Le journaliste Chris York l'inclut dans une liste de personnalités qui relaient la campagne de désinformation à propos des secouristes, le journaliste Idrees Ahmad le qualifie de « conspirationniste » et le documentariste Ronan L. Tynan se dit choqué par ces propos qui ne sont basés sur rien et ne font que « couvrir le massacre de civils ».

### Ukraine et Russie
Une semaine avant l'invasion russe de l'Ukraine de 2022, Waters déclare à RT que la possibilité d'une attaque était du « bullshit » et que la propagande diabolisait la Russie.
Invité par la Russie à s’exprimer devant le Conseil de sécurité de l’ONU le 8 février 2023, il dénonce l’invasion russe mais aussi ceux qui l’ont provoquée. « L’invasion de l’Ukraine par la fédération de Russie était illégale. Je la condamne dans les termes les plus forts ». Mais « il n’est pas vrai que l’invasion russe de l’Ukraine ait été non provoquée. Alors je condamne aussi les provocateurs dans les termes les plus forts », a-t-il ajouté.
Dans ses spectacles This Is Not a Drill, chaque président américain depuis Ronald Reagan, y compris le président Joe Biden, est qualifié de criminel de guerre. Waters affirme en août 2022 que Biden « alimente l'incendie en Ukraine », et demande pourquoi les États-Unis n'encouragent pas l'Ukraine « à négocier, évitant ainsi le besoin de cette guerre horrible et cruelle ». Le journaliste a accusé Waters de faire porter la responsabilité du conflit au pays agressé, ce à quoi Waters répond que la Russie répondait aux provocations de l'OTAN. Waters est félicité par Dmitry Medvedev, vice-président du Conseil de sécurité de Russie.
Le 5 septembre 2022, Waters publie sa lettre ouverte à Olena Zelenska, l'épouse du président ukrainien, en réponse à son apparition dans l'émission de la BBC le 4 septembre. Il y présente des points de vue proches de la propagande russe à savoir que l'Occident ne devrait pas soutenir l'Ukraine avec des armes, que l'Ukraine devrait se rendre et que l'Occident, dirigé par les États-Unis, est intéressé à prolonger la guerre,.
En février 2023, en plus de ses accusations d'antisémitisme, la journaliste Polly Samson ajoute que Roger Waters est « un apologiste de Poutine et un menteur, un voleur, un hypocrite, un fraudeur, un faux chanteur, un misogyne, un mégalomane malade de jalousie »,.

### Autres prises de position

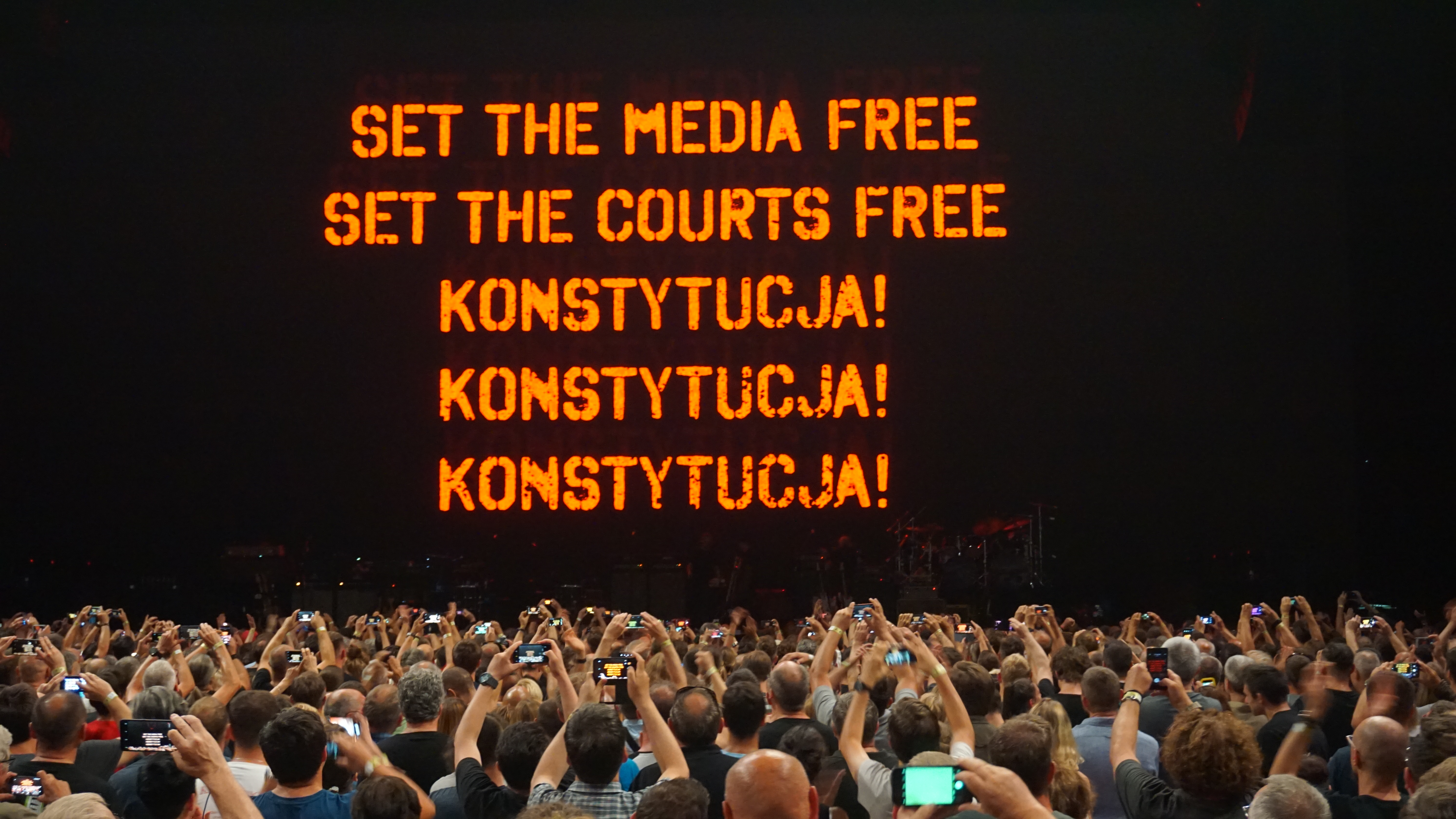
Waters en concert à Gdańsk en 2018 lors de sa tournée Us + Them. Les slogans affichés dénoncent la main-mise du gouvernement polonais sur les médias du pays.

Très engagé politiquement, notamment contre la politique menée par Donald Trump durant sa présidence des États-Unis, Roger Waters joue ses concerts devant un écran géant où défilent des messages et slogans tels que : « Restez humain », « Résistez à Mark Zuckerberg » ou « Trump est un porc »,.
En octobre 2018, lors d'un concert à l'Allianz Parque de São Paulo au Brésil, quelques jours avant l'élection présidentielle brésilienne de 2018, Waters déconseille à son public de voter Jair Bolsonaro, l'assimilant à un « néo-fasciste », et ajoute qu'il ne veut « pas revoir la sale époque des juntes des dictatures militaires sud-américaines ». Pendant la crise présidentielle de 2019 au Venezuela, Roger Waters apporte son soutien à Nicolás Maduro.
Il soutient également Chelsea Manning et Julian Assange, jouant début septembre 2019 à Londres en soutien à ce dernier, qu'il voit comme un « héros de la liberté de la presse ».
À la suite du coup d'état en Bolivie et de l'exil du président bolivien Evo Morales en novembre 2019, Waters envoie un message de soutien à l'ex-président, le félicitant pour son travail et pour avoir « tiré de nombreux Boliviens de la misère » et leur avoir « redonné le sens de la dignité ». Il poursuit en espérant qu'il revienne au plus tôt en Bolivie car « son peuple a besoin de lui ».
En août 2022, lorsque la Chine est accusée d'assiéger Taïwan par un intervieweur, Waters déclare : « Ils n'assiègent pas Taïwan - Taïwan fait partie de la Chine. Et cela a été catégoriquement validé par l'ensemble de la communauté internationale depuis 1948 ».

## Discographie

### Pink Floyd

#### Albums studio
- 1967 : The Piper at the Gates of Dawn
- 1968 : A Saucerful of Secrets
- 1969 : More (bande originale)
- 1969 : Ummagumma - Album double moitié live moitié studio
- 1970 : Atom Heart Mother
- 1971 : Meddle
- 1972 : Obscured by Clouds
- 1973 : The Dark Side of the Moon
- 1975 : Wish You Were Here
- 1977 : Animals
- 1979 : The Wall
- 1983 : The Final Cut

#### Albums live
- 1969 : Ummagumma - Album double moitié live moitié studio
- 2000 : Is There Anybody Out There? The Wall Live 1980-81

### Solo

#### Albums studio
- 1984 : The Pros and Cons of Hitch Hiking
- 1987 : Radio K.A.O.S.
- 1992 : Amused to Death
- 2017 : Is This the Life We Really Want?
- 2018: Igor Stravinsky's The Soldier's Tale
- 2023 : The Dark Side of the Moon Redux (Album réenregistré intégralement par Roger Waters)

#### Compilations et Albums en public
- 1990 : The Wall Live in Berlin
- 2000 : In the Flesh: Live
- 2002 : Flickering Flame: The Solo Years Vol. 1
- 2011 : The Collection (Coffret 7CD + DVD "In The Flesh")
- 2015 : Roger Waters: The Wall
- 2020 : Us + Them - Live
- 2023 : The Lockdown Sessions (Mini-album 6 titres réenregistrés de Pink Floyd et Roger Waters)
- 2025 : This Is Not a Drill: Live from Prague (Concert enregistré à l'O2 Arena, le 25 mai 2023)

#### Bandes originales de films
- 1970 : Music from the Body - Album réalisé avec Ron Geesin.
- 1986 : When the Wind Blows (10 chansons sur 16 sont de Roger Waters)
- 1998 : The Legend of 1900 de Ennio Morricone - Roger chante la pièce Lost Boys Calling, paroles Roger Waters, musique Ennio Morricone.

#### Opéra
- 2005 : Ça Ira (version francophone) - Écrit avec Étienne et Nadine Roda-Gil.
- 2005 : Ça Ira - There is hope (version anglophone)

#### Singles
- 1984 : 5:01am (The Pros and Cons of Hitch Hiking)/4.30 AM (Apparently They Were Travelling Abroad)/4.33 AM (Running Shoes)
- 1984 : 5:06am (Every Stranger's Eyes)/4.39 AM (For The First Time Today Part I)
- 1987 : Radio Waves/Money/Get Back To Radio (Demo Recording)
- 1987 : Who needs Information?/Molly' Song
- 1987 : Sunset Strip/Money
- 1987 : Radio Waves (Extended Remix)/Going To Live In LA/Radio Waves (7 Inch Version)
- 1987 : The Tide Is Turning (After Live Aid)
- 1990 : Another brick in the wall Part Two (Full Version)/Run Like Hell (Potsdamer Mix)/Another Brick In The Wall (Part Two) (Edited Version)
- 1990 : The Tide Is Turning (7" Version)/Nobody Home
- 1990 : Hey You/Another Brick In The Wall Part 2 (LP Version)
- 1992 : What God Wants Part One (Album Version)/What God Wants Part One (Video Version)''
- 1992 : The Bravery of Being Out of Range/What God Wants, Part 1/Perfect Sense
- 1992 : Roger Waters / Francesco De Gregori – What God Wants, Part 1/Bellamore
- 1993 : Three Wishes (Radio Edit)/What God Wants, Part I/The Bravery Of Being Out Of Range
- 2004 : To Kill the Child / Leaving Beirut (en)
- 2007 : Hello, I Love You (Radio Edit)/Hello (I Love You) (Album Version)
- 2010 : We Shall Overcome (Song for Palestine)

#### Participations
- 1999 : Vagabond Ways de Marianne Faithfull - Roger à la basse et aux claviers sur la chanson Incarceration of a Flower Child qu'il a composée expressément pour Marianne.
- 2007 : Live Earth: The Concerts For A Climate In Crisis - Roger Waters chante le titre Another Brick in the Wall Part II pour ce concert qui eut lieu au Giants Stadium à New Jersey, le 7 juillet 2007.
- 2013 : Love for Levon: A Benefit to Save the Barn - Roger participe et chante The Night They Drove Old Dixie Down et Wide River to Cross pour un concert bénéfice qui eut lieu le 3 octobre 2012 à East Rutherford.
- 2013 : 12-12-12: The Concert for Sandy Relief - Roger chante Another Brick in the Wall Part I, II & III, Us & Them et Comfortably Numb le 12 décembre 2012 au Madison Square Garden, en faveur des victimes de l'ouragan Sandy. CD & DVD
- 2014 : Give my Love to London de Marianne Faithfull. A composé le titre Sparrows will sing mais ne joue pas sur l'album.

##### Production
- 1970 : The Madcap Laughs de Syd Barrett - Roger a coproduit avec David Gilmour mais ne joue pas sur l'album.

## Vidéographie
- 1990 : The Wall Live in Berlin
- 2000 : In The Flesh - Live
- 2015 : Roger Waters: The Wall
- 2020 : Us + Them - Live Amsterdam 2017-2018 - Un film de Sean Evans et Roger Waters